# Gran Río Artificial

Plano del proyecto.

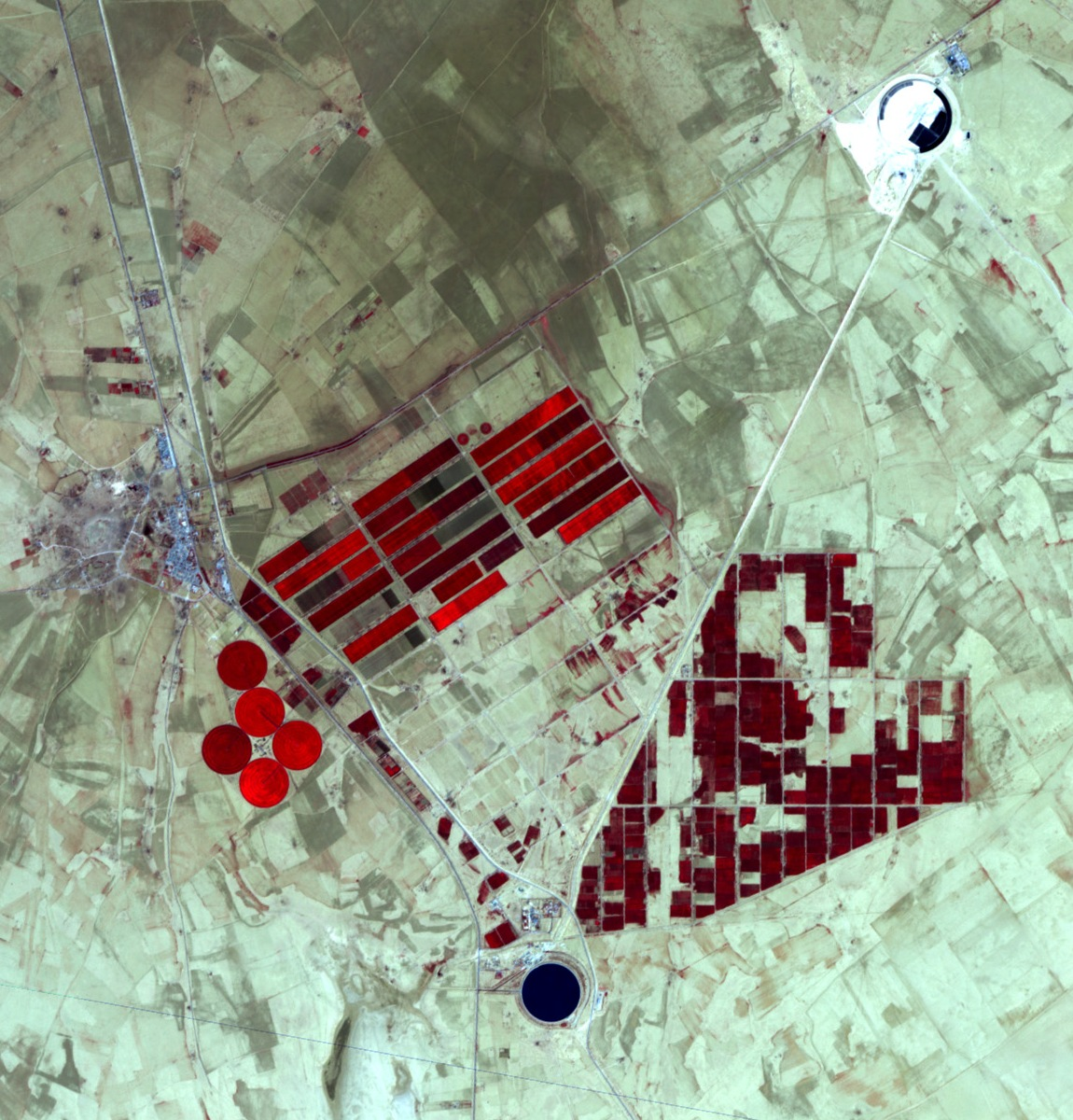
Imagen en falso color del reservorio Grand Omar Mukhtar. El agua se muestra azul oscuro. La vegetación se muestra roja.

El Gran Río Artificial (árabe: النهر الصناعي العظيم, tr.: al-Nehr al-Ṣnā‘ī al-‘Ẓīm) de Libia es una red de tuberías construidas durante el gobierno de Muamar el Gadafi que proveen agua al desierto del Sahara en Libia desde acuíferos fósiles, principalmente el sistema acuífero de piedra arenisca de Nubia. Es considerado por algunas fuentes como el mayor proyecto de riego del mundo.
Consiste en más de 1300 pozos, la mayoría de ellos de más de 500 metros de profundidad, y provee 6.500.000 m³ (6,5 hm³) de agua dulce por día a las ciudades de Trípoli, Bengasi, Sirte y otras. El costo total de proyecto está estimado en más de 25 000 millones de dólares estadounidenses.

## Historia
En 1953, los esfuerzos para encontrar petróleo en el sur de Libia llevaron al descubrimiento de grandes cantidades de agua bajo tierra. El Proyecto Grand Río Artificial (PGRA) fue concebido a finales de 1960 y el trabajo sobre el proyecto comenzó en 1984. La gestión del proyecto recayó sobre el organismo "Autoridad del Proyecto Río Artificial" y fue financiado íntegramente por el gobierno libio con un presupuesto de 25 000 millones de dólares estadounidenses sin tener que recurrir a financiación extranjera. El contratista principal para las primeras fases fue Dong Ah Consorcio y el actual contratista principal es Al Nahr Company Ltd. Desde 1995 la UNESCO participó en la formación de los ingenieros y técnicos involucrados en el proyecto.
El material técnico se fabricó en Corea y llegaron por mar al puerto libio de Brega en el golfo de Sidra. La protección galvánica contra la corrosión en la tubería fue suministrada por una empresa australiana, AMAC protección contra la corrosión, con sede en Melbourne y entregado a través del puerto de Bengasi. El resto de los productos se hicieron en Libia.
El Congreso General del Pueblo aprobó el 3 de octubre de 1983, el sesión extraordinaria, financiar y ejecutar el Proyecto Gran Río Artificial. El 28 de agosto de 1984, el entonces presidente de Libia Muammar Gaddafi puso la primera piedra en la zona de Sarir iniciando oficialmente las obras del Proyecto Gran Río Artificial. Dos años después, el 28 de agosto de 1986, Gadafi inaugura la fábrica de tuberías de hormigón pretensado de Brega, las tuberías fabricadas por esta planta fueron consideradas la mayores tuberías hechas con esta tecnología en el mundo, el alambre de acero era suministrado por la empresa italiana Redaelli Tecna SpA con sede en Cologno Monzese (Milán). Al mismo tiempo se inauguraba también la planta de fabricación similar en Sarir.
La primera fase de las cinco en las que se dividió el proyecto, fue inaugurada el 28 de agosto de 1991, para su realización se excavaron 85 millones de m³ de tierra. La segunda fase recibió el nombre de "Primera agua para Trípoli". Se comenzó a construir el 26 de agosto de 1989 y fue inaugurada el 1 de septiembre de 1996.
Algunos de los hitos de la obra son:
- 11 de septiembre de 1989: entra en servicio el depósito de Ajdabiya.
- 28 de septiembre de 1989:  entra en servicio el depósito de Gran Omar Muktar.
- 4 de septiembre de 1991:  entra en servicio el depósito de Ghardabiya.
- 28 de agosto de 1996:  el agua llega a Trípoli.
- 28 de septiembre de 2007:  el agua llega a Gharyan.

El 22 de julio de 2011, en el transcurso de guerra civil de Libia que acabó con el gobierno de Muamar el Gadafi, una de las dos plantas de fabricación de tuberías, la situada en Brega, fue destruida por bombardeos de la OTAN con el argumento de que en ella se almacenaba material bélico, según había informado los servicios de inteligencia de la Alianza mostrando una fotografía de un BM-21 LMR como un ejemplo, también afirmaron que desde allí habían sido lanzados cohetes.
En 2015, tras la muerte de Muamar el Gadafi, los yihadistas del Estado Islámico controlan el centro de Sirte, la ciudad natal del depuesto líder libio, así como el puerto marítimo y el cercano complejo del Gran Río Artificial.

## El acuífero
El acuífero de donde es originaria el agua es conocido como el sistema acuífero de piedra arenisca de Nubia, y sus orígenes se remontan a la última era de hielo, sin reposición actual. Contiene entre 100.000 y 150.000 km³ de agua subterránea disponible. Se estima que el agua podría durar unos mil años aunque hay otros cálculos de estimaciones independientes que indican que se podría agotar dentro de 60 o 100 años. Un 10% del agua distribuida proviene de la desalinización.